# Vela nos Jogos Pan-Americanos de 2023 - Snipe
A classe Snipe da vela nos Jogos Pan-Americanos de 2023 foi disputada entre 30 de outubro e 4 de novembro de 2023 na Confraria Náutica do Pacífico, em Algarrobo. Um total de 16 velejadores de 8 Comitês Olímpicos Nacionais (CON) participaram do evento.

## Calendário
Horário local (UTC−3).
| Data          | Hora  | Fase             |
| ------------- | ----- | ---------------- |
| 30 de outubro | 12:14 | Regatas 1, 2 e 3 |
| 31 de outubro | 13:07 | Regatas 4, 5 e 6 |
| 2 de novembro | 15:15 | Regatas 7 e 8    |
| 3 de novembro | 13:07 | Regatas 9 e 10   |
| 4 de novembro | 13:20 | Medal Race       |

## Medalhistas
| Ouro   | ARG Julio Alsogaray e Malena Sciarra  |
| Prata  | USA Ernesto Rodriguez e Kathleen Tock |
| Bronze | BRA Rafael Martins e Juliana Duque    |

## Resultados
Estes foram os resultados obtidos da competição, com os descartes entre parênteses:
| Pos.              | Velejadores                     | CON                | Regata | Regata | Regata  | Regata | Regata | Regata | Regata | Regata | Regata | Regata  | Regata | Pts. Tot. | Pts. Net |
| Pos.              | Velejadores                     | CON                | 1      | 2      | 3       | 4      | 5      | 6      | 7      | 8      | 9      | 10      | M      | Pts. Tot. | Pts. Net |
| ----------------- | ------------------------------- | ------------------ | ------ | ------ | ------- | ------ | ------ | ------ | ------ | ------ | ------ | ------- | ------ | --------- | -------- |
| Medalha de ouro   | Julio Alsogaray Malena Sciarra  | ARG Argentina      | 1      | 1      | 4       | (5)    | 4      | 2      | 2      | 3      | 2      | 3       | 4      | 31        | 26       |
| Medalha de prata  | Ernesto Rodriguez Kathleen Tock | USA Estados Unidos | 2      | 4      | (9) OCS | 6      | 1      | 5      | 5      | 2      | 1      | 2       | 2      | 39        | 30       |
| Medalha de bronze | Rafael Martins Juliana Duque    | BRA Brasil         | 4      | 3      | 3       | 4      | (6)    | 3      | 3      | 1      | 3      | 1       | 10     | 41        | 35       |
| 4                 | Pablo Defazio Dominique Knuppel | URU Uruguai        | 6      | 5      | 2       | 1      | 2      | (7)    | 1      | 4      | 4      | 5       | 8      | 45        | 38       |
| 5                 | Matías Seguel Constanza Seguel  | CHI Chile          | 5      | 2      | 1       | 7      | 3      | 1      | 4      | 5      | 7      | (9) DNF | 7 STP  | 51        | 42       |
| 6                 | Raúl Ríos Andrea Riefkohl       | PUR Porto Rico     | 7      | 7      | 6       | 2      | 7      | 4      | 6      | (8)    | 5      | 4       | —      | 56        | 48       |
| 7                 | Ismael Muelle Alessia Zavala    | PER Peru           | 3      | 6      | 5       | (8)    | 5      | 6      | 7      | 6      | 6      | 7       | —      | 59        | 51       |
| 8                 | Nélido Manso Sanlay Castro      | CUB Cuba           | (8)    | 8      | 7       | 3      | 8      | 8      | 8      | 7      | 8      | 6       | —      | 71        | 63       |

Legenda
| - DSQ = Desclassificação; - DNE = Desclassificação não descartável; - DNF = Não cruzou a linha de chegada; | - DNC = Não compareceu na área de largada; - DNS = Não largou; - STP = Penalidade padrão; | - UFD = Desclassificação por bandeira "U"; - BFD = Desclassificação por bandeira preta; - OCS = Queima de largada. |